# Pierre Guillaume Deppe
Pierre Guillaume Deppe meist Wilhelm Deppe (* 8. März 1800 in Berlin; † 15. Dezember 1844 ebenda) war ein deutscher Rendant am Museum für Naturkunde in Berlin. Er war der Autor (Erstbeschreiber) einiger Vogelarten und -unterarten, die neu für die Wissenschaft waren.

## Leben und Wirken
Deppe wurde am 30. März 1800 durch den Pfarrer Sincillion in der französischen Kirche von Berlin getauft. Sein Vater, der Händler Ferdinand Erneste Pierre Deppe, stammte aus Leistenau in Westpreußen, seine Mutter Magdelaine Fréderique geb. Houfselle aus Königsberg.
Am 1. März 1828 schaltete sein Bruder Ferdinand Deppe in der Allgemeinen Zeitung eine Anzeige, in der er schrieb:

„Da er am 10 März Berlin verläßt, und Ende April d. J. sich in Bordeaux einzuschiffen gedenkt, so ersucht er, die ihm zu machenden Mittheilungen recht bald hierher an ihn selbst, oder nach der Zeit seiner Abreise an seinen bevollmächtigten Bruder Wilhelm Deppe gelangen zu lassen.“

Das Berliner Museum konnte aufgrund seiner prekären Finanzlage nur noch wenig Material von Ferdinand Deppes zweiter Mexikoreise aufkaufen. Ferdinand Deppe wurde gemäß Allerhöchster Kabinetsorde vom 30. Juni 1829 angewiesen, kein naturhistorisches Material auf Rechnung des Ministeriums mehr zu senden. Um seinen Bruder in seiner schwierigen finanziellen Lage zu unterstützen, publizierte Wilhelm 1830 das Preis-Verzeichniss der Säugethiere, Vogel, Amphibien, Fische und Krebse, welche von den Herren Deppe und Schiede in Mexico gesammelt worden, und bei dem unterzeichneten Bevollmächtigten in Berlin gegen baare Zahlung in Preuss. Courant zu erhalten sind. Der Erlös aus dieser Preisliste war aber entmutigend. 1863 publizierten Jean Louis Cabanis und August Carl Eduard Baldamus im Journal für Ornithologie einen Nachdruck der seltenen Preisliste, welche unter dem Titel Lichtenstein's Preis-Verzeichniss mexicanischer Vögel etc. vom Jahre 1830 erschien. Im Vorwort zum Nachdruck schrieben sie:

„Auf mehrfachen Wunsch geben wir hier den Abdruck einer seltenen Druckschrift, welche für die Priorität mancher mexikanischen Vogelarten von Wichtigkeit ist. Das Lichtensteinsche Verzeichniss is auf 3 Quadratseiten enthalten, deren jede in 2 Spalten getheilt ist. Der Druck ist dem Originale annähernd ähnlich wiedergegeben. Eine Kritik der neuen Arten, nach dem Typen des Berliner Museums, wird in einem späteren Hefte dieses Journals geliefert werden. D. Herausg.“

Der Titel führte in der Wissenschaft zu Verwirrung, da er Martin Hinrich Lichtenstein als Autor auswies, obwohl Deppe der eigentliche Autor des Werkes war. In der Preisliste kündigte Deppe mit Prodromus Faunae Mexicanae eine Publikation Lichtensteins an, die aber nie publiziert wurde. Beispielsweise nannte Robert Thomas Moore eine Unterart der Beryllamazilie (Amazilia beryllina lichtensteini) mit der Begründung:

„Named in honor of the Great German ornithologist, who described many forms of Mexican birds, including the nominate race of this species.“

Zu den 169 Exponaten, die er anbot, gehörten 153 Vogelbälge, acht Reptilien, vier Säugetiere, zwei Amphibien, ein Fisch sowie eine Garnele. Hobart Muir Smith beschäftigte sich 1971 mit den herpetologischen Exponaten der Preisliste und identifizierte vier Namen, die eventuell Relevanz nach den Internationalen Regeln für die Zoologische Nomenklatur hätten, die aber heute alle als Nomen nudum betrachtet werden.
Schließlich bot Deppe noch andere Antiquitäten aus Mexiko an und schrieb:

„Bei dem Unterzeichneten steht eine von Ferd. Deppe aus Mexico eingesandte Sammlung von antiken Gefässen, Geräthen u.s.w. (53 Nummern) für den Preis von 58 Friedrichsd'or zum Verkauf.“

Auf dem Original Preis-Verzeichnis im Berliner Museum für Naturkunde bietet er zusätzlich handschriftlich eine nicht näher bekannte…

„Sammlung seltener californischer Pracht-Kleidungsstücke aller Art, und geschnitze Knochen Arbeiten, zusammen 20 Nummern“

…seines Bruders zum Verkauf an. Als Preis verlangte er 60 Friedrichsdor.
Im Februar 1832 stellte er beim damaligen Kulturminister Karl vom Stein zum Altenstein einen Antrag auf Beförderung und gab gleichzeitig eine Übersicht über die Reisetätigkeit seines Bruders Ferdinand und dessen Freundes Christian Julius Wilhelm Schiede.
Nach seinem Tod wurde Deppe am 19. Dezember 1844 auf dem Französischen Friedhof zu Berlin begraben.

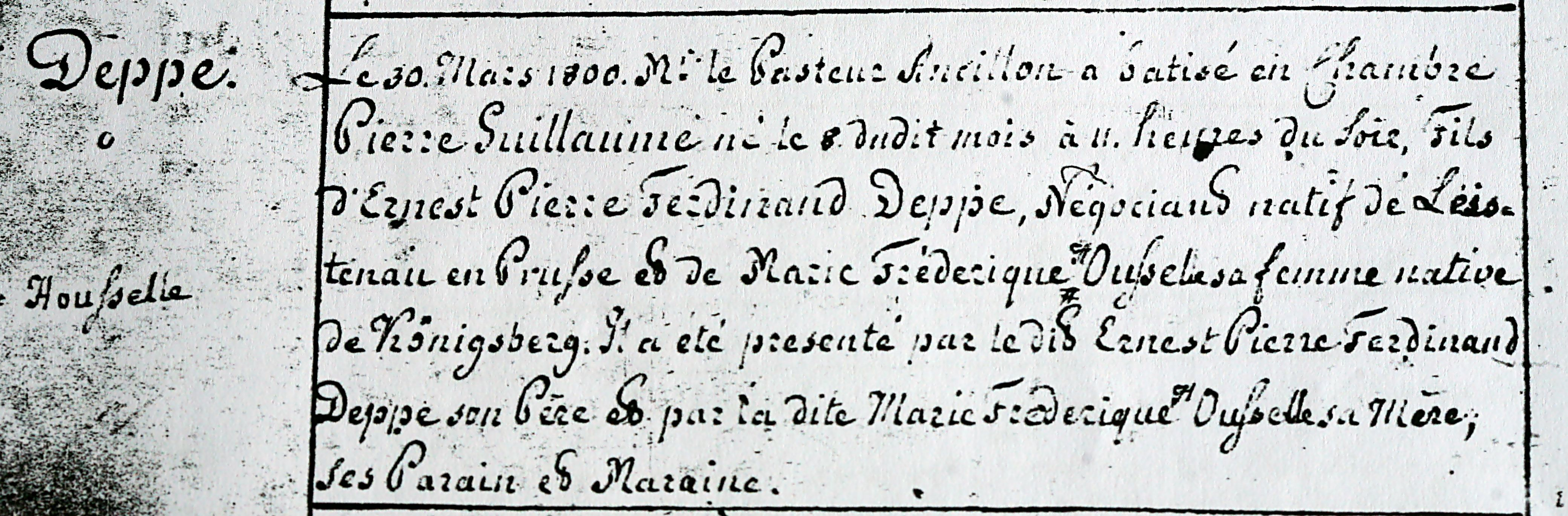
Eintrag seiner Taufe im Taufbuch der Französischen Kirche in Berlin
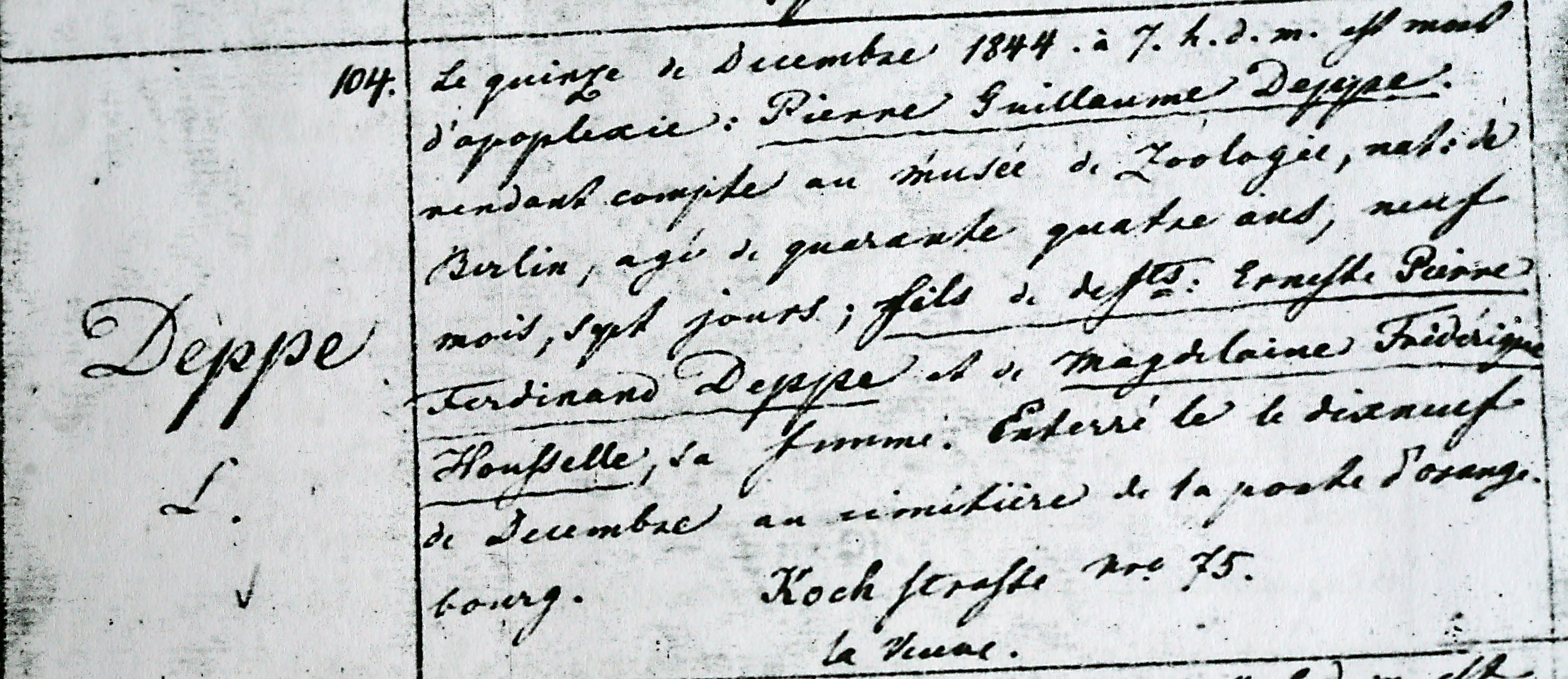
Eintrag seines Todes im Bestattungsbuch der Französischen Kirche in Berlin
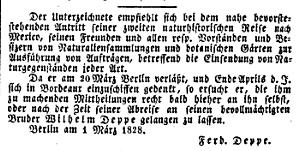
Anzeige Ferdinand Deppe in der Allgemeine Zeitung (München) mit Vollmacht für seinen Bruder Wilhelm Deppe

## Erstbeschreibungen durch Pierre Guillaume Deppe

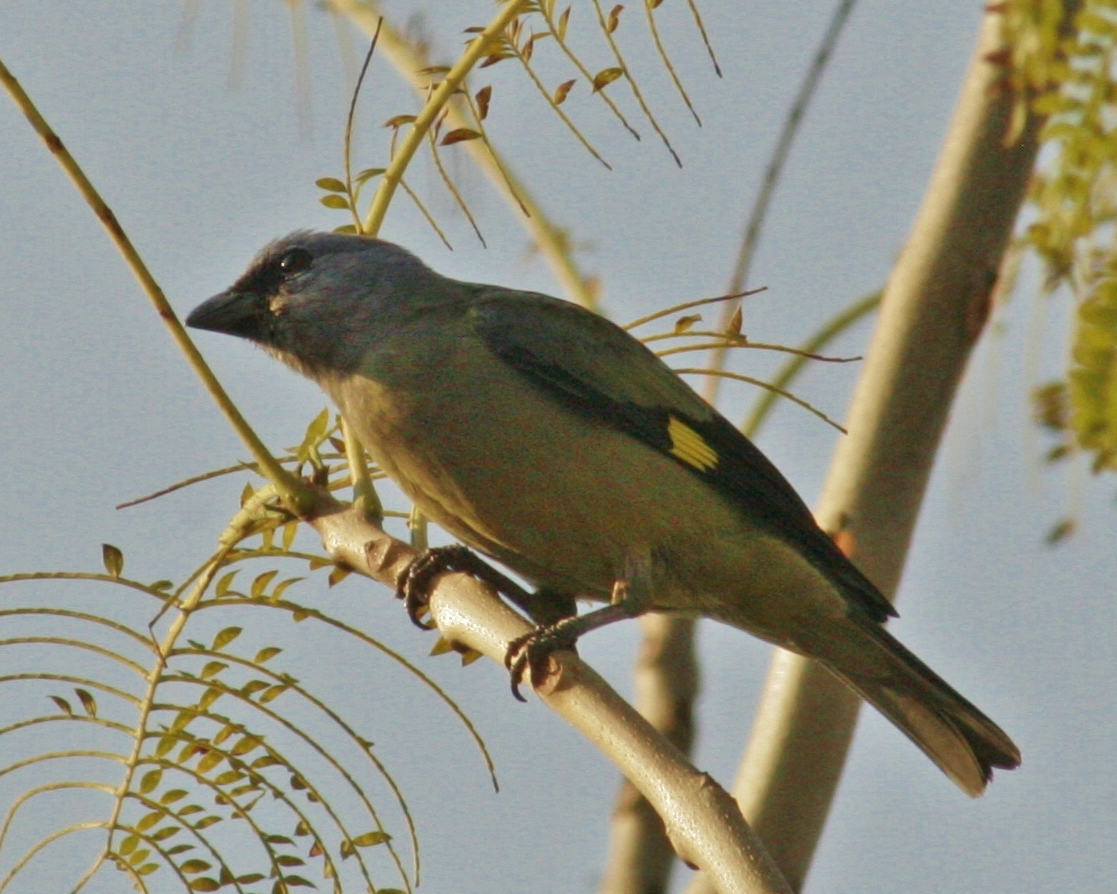
Abttangare

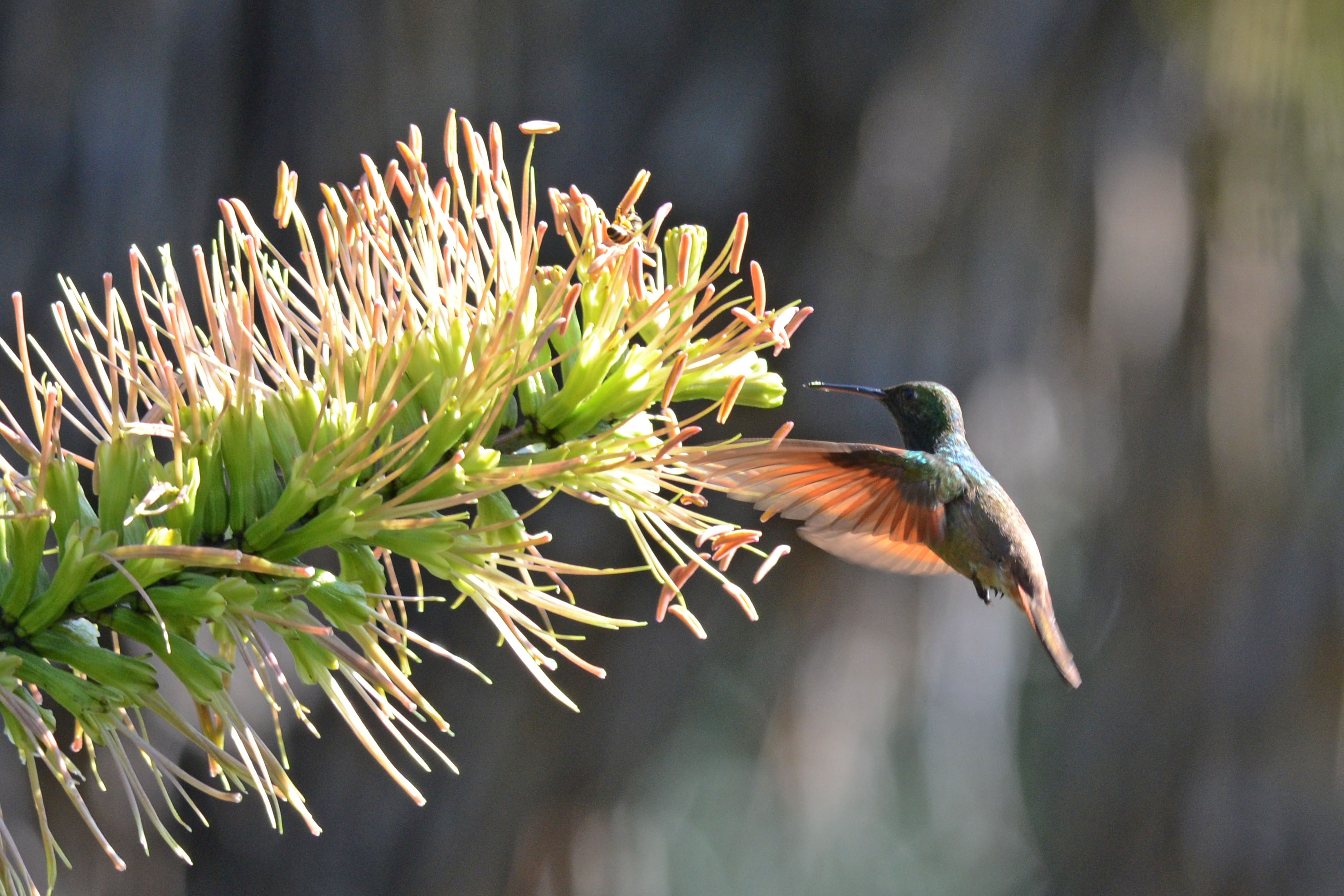
Beryllamazilie

Zu den neuen Arten und Unterarten von Deppe gehören chronologisch u. a.:

### Arten
- Abttangare (Tangara abbas (Deppe, 1830))
- Beryllamazilie (Amazilia beryllina (Deppe, 1830))
- Blaukron-Degenflügel (Campylopterus curvipennis (Deppe, 1830))
- Gelbschnabelkassike (Amblycercus holosericeus (Deppe, 1830))
- Goldhähnchen-Waldsänger (Basileuterus culicivorus (Deppe, 1830))
- Halsbandkardinal (Caryothraustes celaeno (Deppe, 1830))
- Krabbenbussard (Buteogallus anthracinus (Deppe, 1830))
- Schlichttyrann (Elaenia mesoleuca (Deppe, 1830))
- Trauerstärling (Dives dives (Deppe, 1830))
- Violettdegenflügel (Campylopterus hemileucurus (Deppe, 1830))

### Unterarten
- Gelbbrust-Waldsänger (Icteria virens auricollis (Deppe, 1830))
- Grausaltator (Saltator coerulescens grandis (Deppe, 1830))

## Publikationen (Auswahl)
- Wilhelm Deppe: Preis-Verzeichniss der Säugethiere, Vogel, Amphibien, Fische und Krebse, welche von den Herren Deppe und Schiede in Mexico gesammelt worden, und bei dem unterzeichneten Bevollmächtigten in Berlin gegen baare Zahlung in Preuss. Courant zu erhalten sind. Privatdruck Ferdinand Deppe, Berlin 1830.